# Ragtime Mad
Ragtime Mad è un cortometraggio muto del 1913 diretto e interpretato da Hay Plumb.

## Trama
Una ragazza si mette a ballare uno scatenato ragtime coinvolgendo tutti quanti nella danza.

## Produzione
Il film fu prodotto dalla Hepworth.

## Distribuzione
Distribuito dalla Hepworth, il film - un cortometraggio di 152,4 metri - uscì nelle sale cinematografiche britanniche nel febbraio 1913.
Fu distrutto nel 1924 dallo stesso produttore, Cecil M. Hepworth. Fallito, in gravissime difficoltà finanziarie, Hepworth pensò in questo modo di poter almeno recuperare il nitrato d'argento della pellicola.